# Horatio Spafford

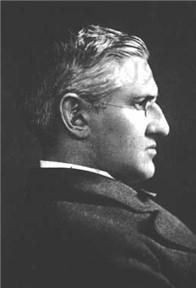
Horatio Gates Spafford

Horatio Gates Spafford (Nova Iorque, 20 de outubro de 1828 — Jerusalém, 16 de outubro de 1888) foi um advogado e ancião presbiteriano dos E.U.A, ficando conhecido pela autoria do hino cristão It Is Well with My Soul, após uma tragédia em que quatro de suas filhas morreram em um acidente de navio, além de fundar a Colônia Americana, atualmente um bairro de Jerusalém.
Em 8 de outubro de 1871, o Grande incêndio de Chicago devastou a cidade. Horatio era um advogado de sucesso em Chicago, que havia investido fortemente no mercado imobiliário. O incêndio destruiu quase todas as suas posses adquiridas com seu trabalho.

## Tragédia
Dois anos depois, em 1873, Spafford decidiu que sua família iria passar as férias em algum lugar da Europa, e escolheu a Inglaterra, sabendo que seu amigo Dwight L. Moody estaria pregando na região durante aquele outono. A necessidade de cuidar de seus negócios o fez levar sua família a viajar primeiro: sua esposa (Anna Tubena Larsen) e suas quatro filhas Anna (Annie), Margaret (Maggie), Elizabeth (Bessie), e Tanetta.
Em 21 de novembro de 1873, enquanto elas atravessavam o Atlântico no navio a vapor Ville du Havre, o navio foi atingido por uma embarcação de ferro levando o Ville du Havre a pique e tirando a vida de 226 pessoas, incluindo todas as suas filhas. Spafford recebeu a fatídica notícia quando sua esposa (que sobreviveu à tragédia), ao chegar a salvo à Inglaterra, enviou o famoso telegrama com a mensagem "Saved alone" ("salva sozinha", indicando assim que havia sido a única sobrevivente da família). Spafford então viajou à Inglaterra, passando pelo local da morte de suas filhas. De acordo com Bertha Spafford (filha nascida após a tragédia), o famoso hino "It Is Well with My Soul" teve sua letra composta durante esta viagem.

## "It Is Well with My Soul"
O manuscrito original possui apenas quatro versos, mas a filha de Horatio afirma que o quarto verso foi adicionado depois, e que a linha final foi ligeiramente modificada. A melodia, escrita por Philip Bliss, foi intitulada Villa du Havre, o mesmo nome do navio do acidente.
Veja abaixo a versão literal da letra da canção e uma das versões em português, as quais ainda transmitem o sentimento de Horatio Spafford.

TRADUÇÃO LITERAL:
Quando a paz, como um rio, atravessa o meu caminho
Quando tristezas como as ondas do mar me inundam
Seja o que for a minha porção,
Tu me ensinas que tudo está bem com a minha alma.

Tudo está bem, tudo está bem com minha alma.

Ainda que Satanás me ataque, se provações me vêm
Que eu deixe esta segurança controlar-me:
Cristo já considerou a minha triste situação,
E derramou o Seu próprio sangue pela minha alma.

Para mim, portanto, viver é Cristo daqui pra frente.
Se o Jordão acima de mim rolar,
Nenhuma dor intensa provarei,
Pois na morte e na vida Tu hás de sussurrar paz para a minha alma.

Senhor, é por Tua vinda que nós esperamos
O céu, e não o túmulo, é o nosso alvo.
Ó trombeta do anjo, ó voz do Senhor,
Esperança e descanso abençoados da minha alma!

Versão em Português
Sou Feliz
Se paz a mais doce me deres gozar,
Se dor a mais forte sofrer,
Oh! Seja o que for, tu me fazes saber
Que feliz com Jesus sempre sou!
Coro:
Sou feliz com Jesus,
Sou feliz com Jesus, meu Senhor!
Embora me assalte o cruel Satanás
E ataque com vis tentações;
Oh! Certo eu estou, apesar de aflições,
Que feliz eu serei com Jesus!
Meu triste pecado, por meu Salvador
Foi pago de um modo cabal!
Valeu-me o Senhor! Oh! Mercê sem igual!
Sou feliz, graças dou a Jesus!
A vinda eu anseio do meu Salvador!
Em breve virá me levar
Ao céu, onde eu vou para sempre morar
Com remidos na luz do Senhor!

## Colônia Americana (Jerusalém)
Após o naufrágio do Ville du Havre, Anna deu à luz mais duas filhas e um filho. Em 11 de fevereiro de 1880, seu único filho, também chamado Horatio, morreu com quatro anos de idade, por escarlatina. Em agosto de 1881, os Spafford rumaram a Jerusalém liderando um grupo de treze adultos e três crianças, para fundar uma sociedade utópica nomeada Colônia Americana. Membros da colônia, juntos com cristãos suecos que posteriormente se uniram a eles, iniciaram um trabalho filantrópico entre o povo de Jerusalém, independentemente de religião, sem proselitismo. Com isso ganharam a confiança de comunidades muçulmanas, judias e cristãs do local. Durante, e logo após a Primeira Guerra Mundial, a Colônia Americana (localizada na área da frente oriental da guerra) teve um papel fundamental no apoio a estas comunidades, trabalhando em hospitais, orfanatos e preparando refeições, dentre outras obras de caridade.
Spafford faleceu em 16 de outubro de 1888, por malária, tendo sido enterrado em Jerusalém.